# Serre
Serre (italsky  Serre calabresi) je hornatá a kopcovitá krajina v Kalábrii, na jihu Itálie. Nachází se v provinciích Reggio Calabria, Vibo Valentia a Catanzaro. Oblast je součástí Kalabrijských Apenin, respektive Jižních Apenin. Název pravděpodobně vychází z hebrejského slova Ser, které značí hory.

## Geografie
Severní hranici pohoří Serre tvoří Catanzarská šíje (vzdálenost mezi Tyrhénským a Jónským mořem je zde pouze 35 km), jižní hranici tvoří průsmyk Passo della Limina (822 m). Většina vrcholů pohoří dosahuje nadmořských výšek 1 000 až 1 400 m. Na úbočích pohoří jsou četné terasy. Nejvyšší horou je Monte Pecoraro (1 423 m). Oblast je zalesněna, rostou zde především duby, buky a jedle bělokoré.